# Liste des pilotes français de Formule 1
Soixante-et-onze pilotes de Formule 1 français se sont engagés sur au moins une épreuve du championnat du monde.

## Champion du monde et vainqueurs de Grands Prix
Le titre de champion du monde de Formule 1 n'a été conquis que par un seul pilote français, Alain Prost, mais à quatre reprises. 
Treize autres pilotes ont gagné au moins un Grand Prix. 
- Alain Prost, champion du monde en 1985, 1986, 1989 et 1993, a remporté 51 victoires avec les écuries McLaren, Renault, Ferrari et Williams, au cours d'une carrière étalée sur quatorze années (de 1980 à 1993) dont une année sabbatique en 1992. Surnommé le professeur, il a marqué la décennie des années 1980 et est le seul champion du monde français. Sa rivalité avec Ayrton Senna, qui fut son coéquipier en 1988 et 1989 et son principal concurrent pour le titre en 1988, 1989 et 1990, fait partie des grandes heures de la Formule 1[2].
- René Arnoux a remporté sept courses au cours d'une carrière de douze années[3]. Pilote Renault depuis 1979 aux côtés de Jean-Pierre Jabouille, il gagne deux courses en 1980. En 1982, sa collaboration avec son équipe devient orageuse. Cette année-là, il obtient sa troisième victoire au Grand Prix de France en outrepassant les consignes de son équipe qui aurait préféré une victoire de son coéquipier Alain Prost mieux placé au championnat. Après avoir gagné une dernière fois avec le constructeur français, il rejoint Ferrari et réussit sa saison la plus brillante avec trois victoires et la troisième place du championnat du monde.
- Jacques Laffite a obtenu six victoires et a terminé quatrième du championnat du monde à trois reprises (en 1979, 1980 et 1981)[4]. En 1976, il fait débuter la Ligier à moteur Matra V12. En 1977, il remporte le Grand Prix de Suède, première victoire d'un pilote français au volant d'un châssis français équipé d'un moteur français. En 1979 il domine le début du championnat au volant de la nouvelle Ligier JS11 en gagnant coup sur coup en Argentine et au Brésil. Ses 3 autres victoires seront également obtenues au volant d'une Ligier. Un grave accident lors du Grand Prix de Grande-Bretagne 1986 met fin à une carrière de treize années.
- Didier Pironi rejoint Ligier en 1980, année où il gagne le Grand Prix de Belgique et termine cinquième du championnat[5]. Il s'engage ensuite auprès de Ferrari ; en 1982, à la suite du décès de son coéquipier Gilles Villeneuve aux essais du Grand Prix de Belgique, il est en passe de remporter le championnat du monde après avoir gagné deux courses et terminé sur le podium à six reprises. Gravement accidenté aux essais du Grand Prix d'Allemagne, sa courte carrière de cinq années en Formule 1 s'achève dès lors.
- Maurice Trintignant, qui a participé à la première saison du championnat du monde de Formule 1 en 1950, devient, cinq ans plus tard, le premier Français vainqueur de Grand Prix grâce à sa victoire à Monaco[6]. Sa seconde victoire a également lieu à Monaco en 1958.
- Patrick Depailler débute chez Tyrrell à la fin de l'année 1973. Il conduit notamment pour cette équipe la Tyrrell P34 à six roues en 1976 et 1977. Mais c'est en 1978 qu'il gagne son premier Grand Prix à Monaco, puis passé chez Ligier il gagne à Jarama en 1979 [7].
- Jean-Pierre Jabouille, à l'origine chargé du développement du moteur turbo Renault, remporte pour la marque au losange sa première victoire au Grand Prix de France en 1979 et sa seconde victoire au Grand Prix d'Autriche en 1980[8].
- Patrick Tambay a alterné sa carrière entre les courses de CanAm en Amérique du Nord et la Formule 1 ; il a remporté, avec Ferrari, deux Grands Prix, en Allemagne en 1982 et à Saint-Marin en 1983[9].
- François Cevert a remporté son unique victoire au Grand Prix des États-Unis sur Tyrrell en 1971 [10]. Il meurt sur le même circuit lors d'essais, en 1973.
- Jean-Pierre Beltoise, d'abord pilote emblématique de Matra, remporte sous la pluie le Grand Prix de Monaco sur BRM en 1972[11],
- Jean Alesi est le seul pilote français à avoir disputé plus de deux cents Grands Prix. Il a remporté celui du Canada sur Ferrari en 1995[12].
- Olivier Panis remporte le Grand Prix de Monaco 1996 au volant d'une Ligier[13].
- Pierre Gasly remporte le Grand Prix d'Italie 2020 au volant d'une AlphaTauri.
- Esteban Ocon remporte le Grand Prix de Hongrie 2021 au volant d'une Alpine-Renault.

|                     |
| Alain Prost en 2008 |

|                     |
| René Arnoux en 2008 |

|                         |
| Jacques Laffite en 2015 |

|                       |
| Didier Pironi en 1982 |

## Liste alphabétique des pilotes français de Formule 1
- Haut – A
- B
- C
- D
- E
- F
- G
- H
- I
- J
- K
- L
- M
- N
- O
- P
- Q
- R
- S
- T
- U
- V
- W
- X
- Y
- Z

### A
- Jean Alesi (1964) : 202 GP (201 départs) de 1989 à 2001, 241 points, 1 victoire[12]
- Philippe Alliot (1954) : 116 GP (109 départs) de 1984 à 1994, 7 points
- René Arnoux (1948) : 165 GP (149 départs) de 1978 à 1989, 181 points, 7 victoires

|                    |
| Jean Alesi en 2011 |

### B
- Marcel Balsa (1909-1984) : 1 GP en 1952
- Élie Bayol (1914-1995) : 8 GP (7 départs) de 1952 à 1956, 2 points
- Jean Behra (1921-1959) : 53 GP (52 départs) de 1952 à 1959, 51,14 points
- Paul Belmondo (1963) : 27 GP (7 départs) en 1992 et 1993
- Jean-Pierre Beltoise (1937-2015) : 88 GP (86 départs) de 1967 à 1974, 77 points, 1 victoire
- Éric Bernard (1964) : 47 GP (45 départs) de 1989 à 1994, 10 points[14]
- Jules Bianchi (1989-2015) : 34 GP, en 2013 et 2014, 2 points
- Jean-Christophe Boullion (1969) : 11 GP en 1995, 3 points
- Sébastien Bourdais (1979) : 27 GP en 2008 et 2009, 6 points

|                              |
| Jean-Pierre Beltoise en 1968 |

|                       |
| Jules Bianchi en 2012 |

|                                  |
| Jean-Christophe Boullion en 2007 |

|                            |
| Sebastien Bourdais en 2007 |

### C
- François Cevert (1944-1973) : 47 GP (46 départs) de 1970 à 1973, 89 points, 1 victoire
- Eugène Chaboud (1907-1983) : 3 GP en 1950 et 1951, 1 point
- Bernard Collomb (1930-2011) : 6 GP (4 départs) de 1961 à 1964
- Erik Comas (1963) : 63 GP (59 départs) de 1991 à 1994, 7 points[15]

|                         |
| François Cevert en 1973 |

|                    |
| Erik Comas en 2005 |

### D
- Yannick Dalmas (1961) : 49 GP (24 départs) de 1987 à 1994
- Patrick Depailler (1944-1980) : 95 GP de 1972 à 1980, 141 points, 2 victoires
- José Dolhem (1944-1988) : 3 GP (1 départ) en 1974

|                        |
| Yannick Dalmas en 2011 |

|                           |
| Patrick Depailler en 1977 |

### E
- Philippe Étancelin (1896-1981) : 12 GP de 1950 à 1952, 3 points

|                            |
| Philippe Étancelin en 1933 |

### F
- Pascal Fabre (1960) : 14 GP (11 départs) en 1987

### G
- Bertrand Gachot (1962) : 25 GP (16 départs) en 1994 et 1995 (sous licence française)
- Patrick Gaillard (1952) : 5 GP (2 départs) en 1979
- Pierre Gasly (1996) : 153 GP depuis 2017, 436 points, 1 victoire (en cours pour 2025)[16]
- Yves Giraud-Cabantous (1904-1973) : 15 GP de 1950 à 1953, 5 points
- Aldo Gordini (1921-1995) : 1 GP en 1951
- Jean-Marc Gounon (1963) : 9 GP en 1993 et 1994
- Georges Grignard (1905-1977) : 1 GP en 1951
- Romain Grosjean (1986) : 179 GP de 2009 à 2020, 391 points[17]
- Olivier Grouillard (1958) : 62 GP (41 départs) de 1989 à 1992, 1 point

|                         |
| Bertrand Gachot en 2011 |

|                      |
| Pierre Gasly en 2019 |

|                         |
| Romain Grosjean en 2012 |

### H
- Isack Hadjar (2004) : 5 GP (4 départ) en 2025, 5 points (en cours pour 2025)
- François Hesnault (1956) : 21 GP (19 départs) en 1984 et 1985

### J
- Jean-Pierre Jabouille (1942-2023) : 55 GP (49 départs) de 1974 à 1981, 21 points, 2 victoires
- Jean-Pierre Jarier (1946) : 143 GP (134 départs) de 1971 à 1983, 31,5 points
- Max Jean (1943) : 1 GP en 1971

|                               |
| Jean-Pierre Jabouille en 1975 |

|                            |
| Jean-Pierre Jarier en 1976 |

### L
- Jacques Laffite (1943) : 180 GP (176 départs) de 1974 à 1986, 228 points, 6 victoires
- Franck Lagorce (1968) : 2 GP en 1994
- Gérard Larrousse (1940) : 2 GP (1 départ) en 1974
- Michel Leclère (1946) : 8 GP (7 départs) en 1975 et 1976
- Pierre Levegh (1905-1955) : 6 GP en 1950 et 1951
- Guy Ligier (1930-2015) : 13 GP (12 départs) en 1966 et 1967, 1 point
- Henri Louveau (1910-1991) : 2 GP en 1950 et 1951
- Roger Loyer (1907-1988) : 1 GP en 1954
- Jean Lucas (1917-2003) : 1 GP en 1955

|                        |
| Franck Lagorce en 2016 |

|                          |
| Gérard Larrousse en 1975 |

### M
- Guy Mairesse (1910-1954) : 3 GP en 1950 et 1951
- Robert Manzon (1917-2015) : 29 GP (28 départs) de 1950 à 1956, 16 points
- Eugène Martin (1915-2006) : 2 GP en 1950
- François Mazet (1943) : 1 GP en 1971
- François Migault (1944-2014) : 16 GP (13 départs) de 1972 à 1975
- Franck Montagny (1978) : 7 GP en 2006

|                         |
| Franck Montagny en 2011 |

### O
- Esteban Ocon (1996) : 156 GP de 2016 à 2024 et depuis 2020, 445 points, 1 victoire (en cours pour 2025)[18]

|                      |
| Esteban Ocon en 2016 |

### P
- Olivier Panis (1966) : 158 GP (157 départs) de 1994 à 2004, 76 points, 1 victoire
- Henri Pescarolo (1942) : 64 GP (57 départs) de 1968 à 1976, 12 points
- Charles Pic (1990) : 39 GP en 2012 et 2013
- Didier Pironi (1952-1987) : 72 GP (70 départs) de 1978 à 1982, 101 points, 3 victoires
- Jacques Pollet (1922-1997) : 5 GP en 1954 et 1955
- Charles Pozzi (1909-2001) : 1 GP en 1950
- Alain Prost (1955) : 202 GP (199 départs) de 1980 à 1993, 798,5 points, 51 victoires, 4 titres de champion du monde

|                       |
| Olivier Panis in 2002 |

|                         |
| Henri Pescarolo en 1973 |

|                     |
| Charles Pic en 2013 |

### R
- Pierre-Henri Raphanel (1961) : 17 GP (1 départ) en 1989
- Louis Rosier (1905-1956) : 38 GP de 1950 à 1956, 18 points

### S
- Stéphane Sarrazin (1975) : 1 GP en 1999
- Jean-Louis Schlesser (1948) 2 GP (1 départ) en 1983 et 1988
- Jo Schlesser (1928-1968) : 3 GP de 1966 à 1968
- Johnny Servoz-Gavin (1942-2006) : 13 GP (12 départs) de 1967 à 1970, 9 points
- André Simon (1920-2012) : 12 GP (11 départs) de 1951 à 1957
- Raymond Sommer (1906-1950) : 5 GP en 1950, 3 points
- Mike Sparken (1930-2012) : 1 GP en 1955
- Philippe Streiff (1955-2022) : 55 GP (53 départs) de 1984 à 1988, 11 points

|                           |
| Stéphane Sarrazin en 2012 |

|                        |
| Raymond Sommer en 1933 |

### T
- Patrick Tambay (1949-2022) : 123 GP (114 départs) de 1977 à 1986, 102 points, 2 victoires
- Maurice Trintignant (1917-2005) : 84 GP (82 départs) de 1950 à 1964, 72,33 points, 2 victoires

|                        |
| Patrick Tambay en 1985 |

|                             |
| Maurice Trintignant en 1954 |

### V
- Jean-Éric Vergne (1990) : 58 GP de 2012 à 2014, 51 points

|                          |
| Jean-Éric Vergne en 2012 |